# Mahbubey Alam
Mahbubey Alam (Munshiganj, 17 de febrero de 1949 - Daca, 27 de septiembre de 2020) fue un abogado superior designado y fiscal general de Bangladés. Fue nombrado fiscal general el 13 de enero de 2009. Fue un abogado de alto nivel en la Corte Suprema de Bangladés. Anteriormente se había desempeñado como fiscal general adicional del 15 de noviembre de 1998 al 4 de octubre de 2001.

## Infancia y formación académica
Alam nació en la aldea de Mouchhamandra en Louhajang en Munshiganj el 17 de febrero de 1949. Completó su licenciatura en ciencias políticas y su maestría en administración pública de la Universidad de Daca. También obtuvo dos diplomas en derecho constitucional e instituciones y procedimientos parlamentarios en 1979 del Instituto de Estudios Constitucionales y Parlamentarios (ICPS) en Nueva Delhi.«Profile of Hon'ble Members» (en inglés). Archivado desde el original el 15 de octubre de 2016. Consultado el 27 de septiembre de 2020.</ref>

## Carrera profesional
Después de graduarse en derecho, Alam comenzó a ejercer en el Tribunal Superior en 1975 y se convirtió en abogado de la División de Apelaciones en 1980. Fue inscrito como abogado senior de la Corte Suprema en 1998 y fue elegido miembro del Consejo de Abogados de Bangladés en 2004. Fue elegido presidente del Colegio de Abogados de la Corte Suprema en 2005-2006 y se desempeñó como su secretario general en 1993-1994.

## Fallecimiento
Mahbubey Alam fue ingresado en el Hospital Militar Combinado el 4 de septiembre de 2020 después de ser diagnosticado con COVID-19 y murió el 27 de septiembre.